# Mont Piyashiri
Le mont Piyashiri (ピヤシリ山, Piyashiri-san) est l'une des montagnes des monts Kitami. Culminant à 987 m d'altitude, il est situé à la limite des villes de Nayoro, Ōmu et Shimokawa en Hokkaidō au Japon.
L'astéroïde (16466) Piyashiriyama a été baptisé en son honneur.